# Bruno the Kid
Bruno the Kid (Originaltitel: Bruno the Kid) ist eine US-amerikanische Zeichentrickserie, die 1996 und 1997 produziert wurde.

## Handlung
Bruno reist als Undercover-Agent der Geheimorganisation „Globe“ an verschiedene Orte der Welt, um gegen böse Mächte zu kämpfen. Seine Auftraggeber wissen dabei nicht, dass er ein elfjähriges Kind und kein erwachsener Spion ist.

## Produktion und Veröffentlichung
Die Serie wurde zwischen 1996 und 1997 von Film Roman Productions in den Vereinigten Staaten produziert und von Camelot Entertainment Sales vermarktet. Dabei sind 36 Folgen entstanden. Die Musik stammt von Nathan Wang.
Erstmals wurde die Serie am 23. September 1996 auf mehreren Fernsehsendern ausgestrahlt. Die deutsche Erstausstrahlung fand am 9. November 1999 auf K-Toon statt. Weitere Wiederholungen im deutschsprachigen Fernsehen erfolgten auf dem Fernsehsender Junior.

## Episodenliste
| Folge | deutscher Titel                           | Originaltitel                   | Originalausstrahlung |
| 1     | Bruno und die Feuertaufe                  | The Adventure Begins            | 23.09.1996           |
| 2     | Einmal Marokko, Bayern und zurück         | Spies, Lies & Bavarian Pies     | 30.09.1996           |
| 3     | Auf der Jagd nach Mr. X                   | North By Southwest              | 07.10.1996           |
| 4     | Bruno gegen den Diktator                  | Take Me Out To The Bomb Game    | 14.10.1996           |
| 5     | Der böse Neptun                           | High Tide                       | 21.10.1996           |
| 6     | In den Sümpfen der Everglades             | Moonbeam & Other Strangers      | 28.10.1996           |
| 7     | Pizza, Roboter und Präsidenten            | Give Pizza A Chance             | 04.11.1996           |
| 8     | Was ist mit dem Chip passiert?            | Chip Happens                    | 11.11.1996           |
| 9     | Die Gedankenlesemaschine                  | Mind Over Matter                | 18.11.1996           |
| 10    | Bruno und der schlechte Verlierer         | Searching For Booby Vicious     | 25.11.1996           |
| 11    | Mr. X schlägt wieder zu                   | The Fission Mission             | 02.12.1996           |
| 12    | Die Diamantenkönigin                      | The A-Maze-Ing Adventure        | 09.12.1996           |
| 13    | Die schnelle Thelma                       | Jungle Bogey                    | 16.12.1996           |
| 14    | Ein Rockkonzert für den Frieden           | Bruno-palooza                   | 23.12.1996           |
| 15    | Bruno in Hollywood                        | Fade To Bruno                   | 30.12.1996           |
| 16    | Brunos bayerischer Doppelgänger           | The Spy Just Like Me            | 06.01.1997           |
| 17    | Künstliche Erdbeben                       | Shake, Rattle & Roll            | 13.01.1997           |
| 18    | Hawaii ist nicht immer eitel Sonnenschein | Book ’em Bruno, Murder One      | 20.01.1997           |
| 19    | Der Ozonkiller                            | Dr. Nozone                      | 27.01.1997           |
| 20    | Die böse Cowboy-Frau                      | The Unfriendly Skies            | 03.02.1997           |
| 21    | Gigahertz macht alle Hunde wild           | My Dogs Are Killin’ Me          | 10.02.1997           |
| 22    | Ein Loch in der Erdatmosphäre             | Meteor Showers Bring No Flowers | 17.02.1997           |
| 23    | Der Club der Bösewichter – Teil 1         | Bye Bye Jarly: Parts One        | 24.02.1997           |
| 24    | Die Auferstehung alter Bösewichte         | Send In The Clones              | 03.03.1997           |
| 25    | Der verrückte Wettermacher                | Who’s There?                    | 10.03.1997           |
| 26    | Bruno und das Schlangenauge               | For Your Snake Eyes Only        | 17.03.1997           |
| 27    | Rummelplatz auf südamerikanisch           | Funworld                        | 24.03.1997           |
| 28    | Gefährliches Blubberwasser                | Soda Jerk                       | 31.03.1997           |
| 29    | Zum letzten Mal Weihnachten?              | The Last Christmas              | 07.04.1997           |
| 30    | Eugenie schlägt zu                        | Revenge Of The Giganerd         | 14.04.1997           |
| 31    | Der Club der Bösewichter – Teil 2         | Bye Bye Jarly: Part Two         | 21.04.1997           |
| 32    | Der Club der Bösewichter – Teil 3         | Bye Bye Jarly: Part Three       | 28.04.1997           |
| 33    | Der Eisenbahngegner                       | Bullet Train                    | 05.05.1997           |
| 34    | Das gefährliche Virus                     | Dead Boy Walking                | 12.05.1997           |
| 35    | Auf der Jagd nach dem Virus               | Virus                           | 19.05.1997           |
| 36    | Die kleine Mata Hari                      | You Go, Girl                    | 26.05.1997           |